# Palaeognathae
Palaeognathae (din greaca veche παλαιός (palaiós) „vechi” și γνάθος (gnáthos) „maxilar”) este o infraclasă de păsări, numită paleognate, din clasa Aves. Este una dintre cele două infraclase de păsări existente, cealaltă fiind Neognathae, ambele formând Neornithes. Paleeognathae conține cinci ramuri existente de linii de păsări care nu pot zbura (plus două clade dispărute), numite ratite, și o linie zburătoare, Tinamiformes. Cercetări recente au indicat că paleognatele sunt monofiletice⁠(d), dar împărțirea taxonomică tradițională între formele fără zbor și cele cu zbor este incorectă; tinamiformele fac parte din radiația ratite, ceea ce înseamnă că lipsa zborului a apărut independent de mai multe ori prin evoluție paralelă.

## Origine și evoluție

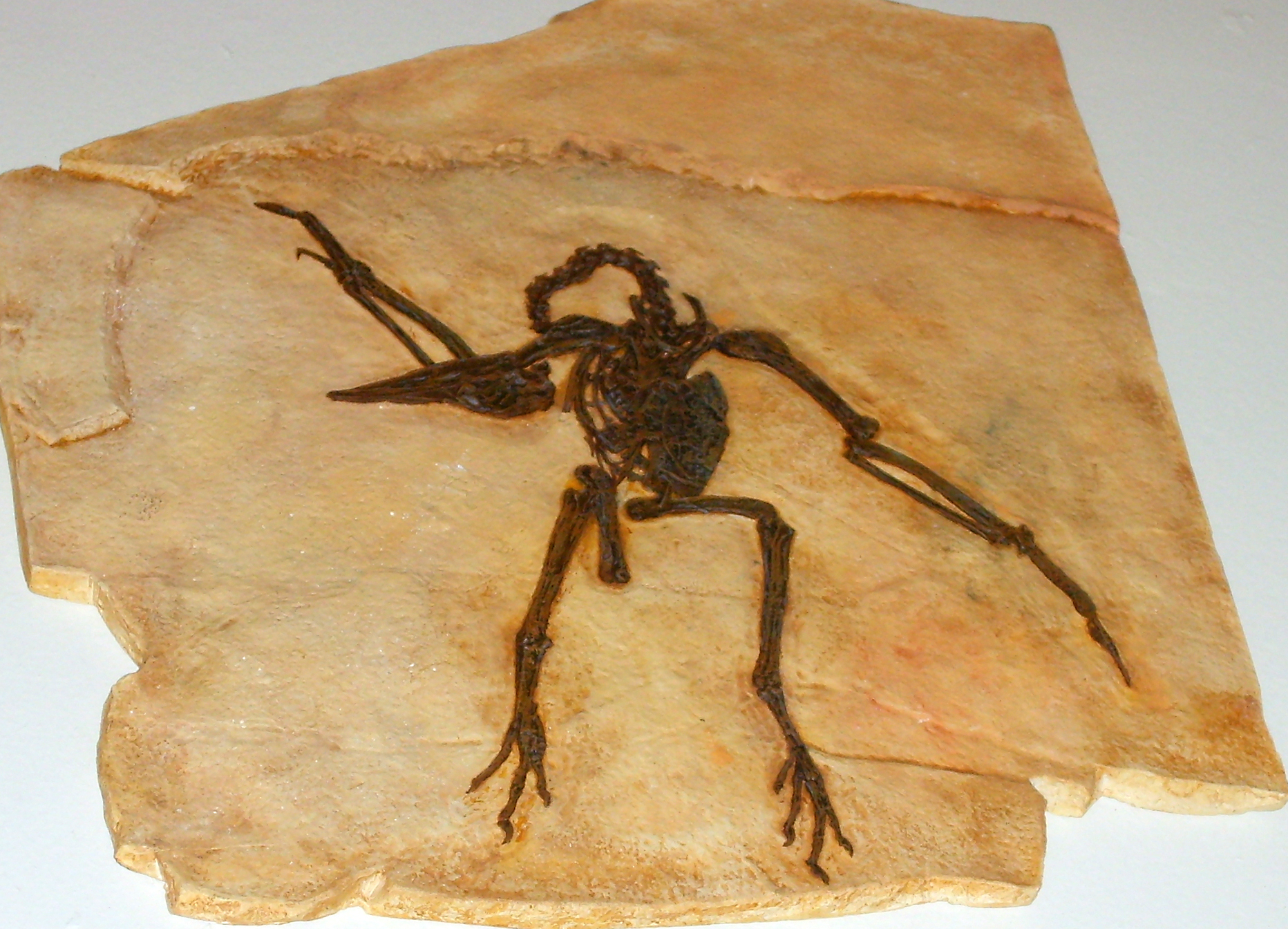
Pseudocrypturus cercanaxius, fosilă turnată, Muzeul Zoologic din Copenhaga

Până în Cenozoic nu sunt cunoscute păsări fosile paleognate fără ambiguitate (deși în siturile Appalachia apar păsări interpretate ocazional ca lithornithids), dar au existat numeroase rapoarte despre presupuse paleognate și s-a dedus de mult timp că acestea ar fi putut evolua în Cretacic. Având în vedere localizarea în emisfera nordică a celor mai bazale⁠(d) forme fosile din punct de vedere morfologic (cum ar fi Lithornis⁠(d), Pseudocrypturus⁠(d), Paracathartes⁠(d) și Palaeotis⁠(d)), se poate deduce o origine laurasiană pentru acest grup. Distribuția actuală aproape în întregime gondwaneană ar fi rezultat atunci din colonizarea multiplă a maselor continentale sudice de către forme zburătoare care au evoluat ulterior spre lipsa zborului și, în multe cazuri, spre gigantism.
Un studiu al datelor moleculare⁠(d) și paleontologice a constatat că ordinele de păsări moderne, inclusiv cele paleognate, au început să se deosebească unele de altele în Cretacicul timpuriu. Benton (2005) a sintetizat acest studiu și alte studii moleculare ca implicând faptul că paleognatele ar fi trebuit să apară acum 110-120 de milioane de ani în Cretacicul timpuriu. El subliniază, totuși, că nu există nicio înregistrare fosilă până acum 70 de milioane de ani, lăsând un gol de 45 de milioane de ani. El se întreabă dacă fosilele de paleognate vor fi găsite într-o zi sau dacă ratele estimate ale evoluției moleculare sunt prea lente și că evoluția păsărilor s-a accelerat de fapt în timpul unei radiații adaptative după limita Cretacic-Paleogen.
Alți autori au pus sub semnul întrebării monofilia Palaeognathae din diverse motive, sugerând că acestea ar putea fi o amestecătură de păsări fără legătură între ele care au ajuns să fie grupate împreună pentru că, din întâmplare, nu zboară. Păsările neînrudite ar fi putut dezvolta anatomii asemănătoare ratitei de mai multe ori în întreaga lume prin evoluție convergentă. McDowell (1948) a afirmat că asemănările în anatomia palatului la paleognate ar putea fi de fapt neotenie, sau caracteristici embrionare păstrate. El a observat că existau alte caracteristici ale craniului, cum ar fi păstrarea suturilor la vârsta adultă, care erau asemănătoare cu cele ale păsărilor tinere. Astfel, poate că palatul caracteristic a fost de fapt un stadiu înghețat prin care au trecut mulți embrioni de păsări în timpul dezvoltării. Păstrarea stadiilor timpurii de dezvoltare, așadar, ar fi putut fi un mecanism prin care diferite păsări au devenit incapabile de zbor și au ajuns să semene între ele.

### Cladistică
|  | Dinornithiformes† (Moa) |
|  |                         |
|  | Tinamiformes            |
|  |                         |

|  | Aepyornithiformes† (pasărea elefant) |
|  |                                      |
|  | Apterygiformes (Kiwi)                |
|  |                                      |

|  | Casuariidae (Cazuari) |
|  |                       |
|  | Dromaiidae (Emu)      |
|  |                       |

|  | Aepyornithiformes† (pasărea elefant) |
|  |                                      |
|  | Apterygiformes (Kiwi)                |
|  |                                      |

|  | Casuariidae (Cazuari) |
|  |                       |
|  | Dromaiidae (Emu)      |
|  |                       |

|  | Dinornithiformes† (Moa) |
|  |                         |
|  | Tinamiformes            |
|  |                         |

|  | Aepyornithiformes† (pasărea elefant) |
|  |                                      |
|  | Apterygiformes (Kiwi)                |
|  |                                      |

|  | Casuariidae (Cazuari) |
|  |                       |
|  | Dromaiidae (Emu)      |
|  |                       |

|  | Aepyornithiformes† (pasărea elefant) |
|  |                                      |
|  | Apterygiformes (Kiwi)                |
|  |                                      |

|  | Casuariidae (Cazuari) |
|  |                       |
|  | Dromaiidae (Emu)      |
|  |                       |

|  | Dinornithiformes† (Moa) |
|  |                         |
|  | Tinamiformes            |
|  |                         |

|  | Aepyornithiformes† (pasărea elefant) |
|  |                                      |
|  | Apterygiformes (Kiwi)                |
|  |                                      |

|  | Casuariidae (Cazuari) |
|  |                       |
|  | Dromaiidae (Emu)      |
|  |                       |

|  | Aepyornithiformes† (pasărea elefant) |
|  |                                      |
|  | Apterygiformes (Kiwi)                |
|  |                                      |

|  | Casuariidae (Cazuari) |
|  |                       |
|  | Dromaiidae (Emu)      |
|  |                       |

|  | Dinornithiformes† (Moa) |
|  |                         |
|  | Tinamiformes            |
|  |                         |

|  | Aepyornithiformes† (pasărea elefant) |
|  |                                      |
|  | Apterygiformes (Kiwi)                |
|  |                                      |

|  | Casuariidae (Cazuari) |
|  |                       |
|  | Dromaiidae (Emu)      |
|  |                       |

|  | Aepyornithiformes† (pasărea elefant) |
|  |                                      |
|  | Apterygiformes (Kiwi)                |
|  |                                      |

|  | Casuariidae (Cazuari) |
|  |                       |
|  | Dromaiidae (Emu)      |
|  |                       |

|  | Dinornithiformes† (Moa) |
|  |                         |
|  | Tinamiformes            |
|  |                         |

|  | Aepyornithiformes† (pasărea elefant) |
|  |                                      |
|  | Apterygiformes (Kiwi)                |
|  |                                      |

|  | Casuariidae (Cazuari) |
|  |                       |
|  | Dromaiidae (Emu)      |
|  |                       |

|  | Aepyornithiformes† (pasărea elefant) |
|  |                                      |
|  | Apterygiformes (Kiwi)                |
|  |                                      |

|  | Casuariidae (Cazuari) |
|  |                       |
|  | Dromaiidae (Emu)      |
|  |                       |

|  | Dinornithiformes† (Moa) |
|  |                         |
|  | Tinamiformes            |
|  |                         |

|  | Aepyornithiformes† (pasărea elefant) |
|  |                                      |
|  | Apterygiformes (Kiwi)                |
|  |                                      |

|  | Casuariidae (Cazuari) |
|  |                       |
|  | Dromaiidae (Emu)      |
|  |                       |

|  | Aepyornithiformes† (pasărea elefant) |
|  |                                      |
|  | Apterygiformes (Kiwi)                |
|  |                                      |

|  | Casuariidae (Cazuari) |
|  |                       |
|  | Dromaiidae (Emu)      |
|  |                       |

|  | Dinornithiformes† (Moa) |
|  |                         |
|  | Tinamiformes            |
|  |                         |

|  | Aepyornithiformes† (pasărea elefant) |
|  |                                      |
|  | Apterygiformes (Kiwi)                |
|  |                                      |

|  | Casuariidae (Cazuari) |
|  |                       |
|  | Dromaiidae (Emu)      |
|  |                       |

|  | Aepyornithiformes† (pasărea elefant) |
|  |                                      |
|  | Apterygiformes (Kiwi)                |
|  |                                      |

|  | Casuariidae (Cazuari) |
|  |                       |
|  | Dromaiidae (Emu)      |
|  |                       |

|  | Dinornithiformes† (Moa) |
|  |                         |
|  | Tinamiformes            |
|  |                         |

|  | Aepyornithiformes† (pasărea elefant) |
|  |                                      |
|  | Apterygiformes (Kiwi)                |
|  |                                      |

|  | Casuariidae (Cazuari) |
|  |                       |
|  | Dromaiidae (Emu)      |
|  |                       |

|  | Aepyornithiformes† (pasărea elefant) |
|  |                                      |
|  | Apterygiformes (Kiwi)                |
|  |                                      |

|  | Casuariidae (Cazuari) |
|  |                       |
|  | Dromaiidae (Emu)      |
|  |                       |

Cladogramă bazată pe Mitchell (2014) cu unele nume de clade după Yuri et al. (2013)
Cloutier, A. et al. (2019) în studiul lor molecular plasează struții ca linaj bazal cu rhea ca următorul cel mai bazal.
O filogenie alternativă a fost găsită de Kuhl, H. et al. (2020). În acest tratament, toți membrii Palaeognathae sunt clasificați în Struthioniformes, dar sunt încă prezentați aici ca ordine distincte.
|  | Aepyornithiformes† (pasărea elefant) |
|  |                                      |
|  | Apterygiformes (Kiwi)                |
|  |                                      |

|  | Dinornithiformes† (Moa) |
|  |                         |
|  | Tinamiformes            |
|  |                         |

|  | Casuariidae (Cazuari) |
|  |                       |
|  | Dromaiidae (Emu)      |
|  |                       |

|  | Dinornithiformes† (Moa) |
|  |                         |
|  | Tinamiformes            |
|  |                         |

|  | Casuariidae (Cazuari) |
|  |                       |
|  | Dromaiidae (Emu)      |
|  |                       |

|  | Aepyornithiformes† (pasărea elefant) |
|  |                                      |
|  | Apterygiformes (Kiwi)                |
|  |                                      |

|  | Dinornithiformes† (Moa) |
|  |                         |
|  | Tinamiformes            |
|  |                         |

|  | Casuariidae (Cazuari) |
|  |                       |
|  | Dromaiidae (Emu)      |
|  |                       |

|  | Dinornithiformes† (Moa) |
|  |                         |
|  | Tinamiformes            |
|  |                         |

|  | Casuariidae (Cazuari) |
|  |                       |
|  | Dromaiidae (Emu)      |
|  |                       |

|  | Aepyornithiformes† (pasărea elefant) |
|  |                                      |
|  | Apterygiformes (Kiwi)                |
|  |                                      |

|  | Dinornithiformes† (Moa) |
|  |                         |
|  | Tinamiformes            |
|  |                         |

|  | Casuariidae (Cazuari) |
|  |                       |
|  | Dromaiidae (Emu)      |
|  |                       |

|  | Dinornithiformes† (Moa) |
|  |                         |
|  | Tinamiformes            |
|  |                         |

|  | Casuariidae (Cazuari) |
|  |                       |
|  | Dromaiidae (Emu)      |
|  |                       |

|  | Aepyornithiformes† (pasărea elefant) |
|  |                                      |
|  | Apterygiformes (Kiwi)                |
|  |                                      |

|  | Dinornithiformes† (Moa) |
|  |                         |
|  | Tinamiformes            |
|  |                         |

|  | Casuariidae (Cazuari) |
|  |                       |
|  | Dromaiidae (Emu)      |
|  |                       |

|  | Dinornithiformes† (Moa) |
|  |                         |
|  | Tinamiformes            |
|  |                         |

|  | Casuariidae (Cazuari) |
|  |                       |
|  | Dromaiidae (Emu)      |
|  |                       |

|  | Aepyornithiformes† (pasărea elefant) |
|  |                                      |
|  | Apterygiformes (Kiwi)                |
|  |                                      |

|  | Dinornithiformes† (Moa) |
|  |                         |
|  | Tinamiformes            |
|  |                         |

|  | Casuariidae (Cazuari) |
|  |                       |
|  | Dromaiidae (Emu)      |
|  |                       |

|  | Dinornithiformes† (Moa) |
|  |                         |
|  | Tinamiformes            |
|  |                         |

|  | Casuariidae (Cazuari) |
|  |                       |
|  | Dromaiidae (Emu)      |
|  |                       |

|  | Aepyornithiformes† (pasărea elefant) |
|  |                                      |
|  | Apterygiformes (Kiwi)                |
|  |                                      |

|  | Dinornithiformes† (Moa) |
|  |                         |
|  | Tinamiformes            |
|  |                         |

|  | Casuariidae (Cazuari) |
|  |                       |
|  | Dromaiidae (Emu)      |
|  |                       |

|  | Dinornithiformes† (Moa) |
|  |                         |
|  | Tinamiformes            |
|  |                         |

|  | Casuariidae (Cazuari) |
|  |                       |
|  | Dromaiidae (Emu)      |
|  |                       |

|  | Aepyornithiformes† (pasărea elefant) |
|  |                                      |
|  | Apterygiformes (Kiwi)                |
|  |                                      |

|  | Dinornithiformes† (Moa) |
|  |                         |
|  | Tinamiformes            |
|  |                         |

|  | Casuariidae (Cazuari) |
|  |                       |
|  | Dromaiidae (Emu)      |
|  |                       |

|  | Dinornithiformes† (Moa) |
|  |                         |
|  | Tinamiformes            |
|  |                         |

|  | Casuariidae (Cazuari) |
|  |                       |
|  | Dromaiidae (Emu)      |
|  |                       |

|  | Aepyornithiformes† (pasărea elefant) |
|  |                                      |
|  | Apterygiformes (Kiwi)                |
|  |                                      |

|  | Dinornithiformes† (Moa) |
|  |                         |
|  | Tinamiformes            |
|  |                         |

|  | Casuariidae (Cazuari) |
|  |                       |
|  | Dromaiidae (Emu)      |
|  |                       |

|  | Dinornithiformes† (Moa) |
|  |                         |
|  | Tinamiformes            |
|  |                         |

|  | Casuariidae (Cazuari) |
|  |                       |
|  | Dromaiidae (Emu)      |
|  |                       |

Alte studii au sugerat că relațiile dintre cele patru grupe principale de paleognate fără struți (Casuariiformes, Rheiformes, Apteryformes+Aepyornithformes și Tinamiformes+Dinornithformes) reprezintă o politomie eficientă, cu doar puțin mai mult sprijin pentru Novaeratitae față de ipotezele alternative conform cărora Apterygiformes+Aepyornithformes sunt mai strâns legate de Rheiformes sau de Tinamiformes+Dinornithformes.